# Peter Dajnko
Peter Dajnko (Črešnjevci, 23. travnja, 1787. – Velika Nedelja, 22. veljače, 1873.) slovenski je pisac, pčelar, rimokatolički svećenik, autor takozvanog istočnoštajerskog jezika. 1824. godine je stvorio novi pravopis, takozvanu dajnčicu. Istočnoštajerski jezik je nastao iz dijalekta Prlekije, Slovenskih gorica, Radgone i Ormoža. Sličan je prekomurskomu jeziku. Prekomurski i istočnoštajerski su književne inačice takozvanog istočnoslovenskog jezika. Današnji se službeni slovenski jezik temelji na takozvanom srednjeslovenskom književnom jeziku.

## Životopis
Rođen je kod Radgone u braku Filipa Dajnka i Marije (rođ. Korošec). Dajnko je u Mariboru pohađao gimnaziju u razdoblju od 1803. do 1808. godine. Od 1808. do 1814. godine studirao je teologiju u Gradcu. 18. ožujka, 1813. je zaređen za svećenika u Gradcu. Prvo je bio kapelan u Radgoni. 1816. – 1831. godine je bio župnik Radgone. 20. rujna, 1831. dobio je župu u Velikoj Nedelji kod Ormoža. 1870. godine je postao dekan u Ormožu i nadzornik škola kod Ormoža i Ljutomera. 1871. je postao počasni kanonik, 25. studenog, 1867. su ga odlikovali za svoje djelo Zlatnim križom.

## Djelo
Ugarski Slovenci (današnji Prekomurci i mađarski Slovenci) su koristili kajkavske knjige. U stoljeću su počeli pisati rukopise na prekomurskom jeziku, a u drugoj polovici stoljeća već na istočnoštajerskim dijalektima.
Prva prekomurska knjiga je Mali katechismus Franca Temlina (1715.).
Prvu istočnoštajersku knjigu je napisao Jožef Plohel ptujski župnik 1758. godine, koja je Obchinzka knishiza izpitavanya teh pet glavneh shtükov maloga katekismussa poshtovanoga patra Petra Kanisiussa. Ove knjige su pune kajkavizma.
Prekomurski jezik je bio standardizirana norma u Ugarskoj, kad je Dajnko počeo kodificirati istočnoštajerski jezik. Dajnko se nije slagao po pitanju da se slovenski književni temelji samo na srednjeslovenskom jeziku i zapostavljajući istočne jezične inačice. Prvo je koristio tradicionalni pravopis bohoričicu.
Od 1824. godine Dajnko je pisao svoje knjige po svojem pravopisu, ustvari dajnčici, koja ima ove karaktere: a, b, c, ч (č), d, e, f, g, h, i, j, k, l, m, n, ŋ (nj), o, p, r, s, ȣ (š), t, u, y (ü), v, z, x (ž).
Iako knjige, koje su pisane po Dajnkovom pravopisu, su imale skoro 50 tisuća primjerka, no Anton Martin Slomšek je odbijao uporabu pravopisa i istočnoštajerskog jezika. Na taj način su istisnuli Dajnka iz literarnog života i proglasili ga jezičnim separatistom bez razloga.
Dajnko je imao bogatu književnu ostavštinu. Pisao je pobožna djela, beletristiku, udžbenike i knjige o pčelarstvu. Nadgrobni kamen ima u groblju Velike Nedelje. Njegova rodna kuća je ostala u Črešnjevcima.

## Djela
- Sazhetek vüzhenja 'Slaven'skega po nedelah (Početak slavenskog učenja po nedjeljima), 1816.
- Evangeliomi na v'se nedéle ino 'svetke skos leto (Evanđelja na svaku nedjelju i blagdan kroz godinu), 1817.
- Knishiza poboshnosti sa mlade ino dorashene kristjane (Knjižica pobožnosti za mlade i odrasle kršćanine), 1820.
- Svetega pisma sgodbe is starega sakona (Priče Svetog pisma iz Starog zavjeta), 1821.
- Lehrbuch der Windischen Sprache (Vindišarska/Štajerskoslovenska čitanka), 1824.
- Kmet Izidor s svojimi otroki ino lydmi (Ratar Izidor sa svojom djecom i ljudima), 1824.
- Sto cirkvenih ino drügih poboxnih pesmi med katolȣkimi kristjani slovenskega naroda na Ȣtajerskem (Sto crkvenih i drugih pobožnih pjesma katoličkoga kršćanskog slovenskog narod u Štajerskoj), 1826.
- Svetega Pisma zgodbe iz Starega ino Novega Zakona (Priče Svetog pisma iz Starog i Novog zavjeta), 1826.
- Posvetne pesmi med slovenskim narodom na Ȣtajerskem (Svjetovne pjesme slovenskog naroda u Štajerskoj), 1827.
- Molitbe za katolȣke kerȣenike: vjytro, veчer, pri sveti meȣi, k'spovedi (Molitve za katoličke kršćanine: jutro, večer, kod svete mise), 1829.
- Opravilo svete meȣe, spovedne ino druge priliчne molitbe za katolȣke kristjane (Raspored svete mise, molitve za ispovjed i druge prilike), 1829.
- Sveti krixni pot, ali bridko terpleŋe ino smert naȣega gospoda Jezu Krista (Sveti križni put ili grka muka i smrt našeg Gospodina našeg Isukrsta), 1829.
- Boxja sluxba kerȣanske mladosti (Božja služba kršćanskog mladeža), 1830.
- Zhelarstvo (Pčelarstvo) 1831.
- Чelarstvo (Pčelarstvo), 1831.
- Knixica poboxnosti za mlade ino doraȣene kristjane (Knjižica pobožnosti za mlade i odrasle kršćanine), 1833.
- Listi ino evaŋgelji na vse nedele, svetke ino imenitneȣe dneve celega kerȣansko-katolȣkega cirkvenega leta (Epistole i evanđeja za svaku nedjelju, blagdan i važniji dan sve kršćanske katoličke crkvene godine), 1833.
- Abecedna knixica za dexelne ȣole (Početnica za pokrajinske škole), 1833.
- Abecedna knixica na hitro ino lehko podvuчenje (Početnica za hitro i lako učenje), 1833.
- Veliki katekizem, to je, kŋiga kerȣansko-katolȣkega navuka (Veliki katekizam, to jest knjiga kršćansko-katoličkog nauka), 1833.